# Brad Stevens
Bradley Kent Stevens, detto Brad (Zionsville, 22 ottobre 1976), è un dirigente sportivo statunitense.

## Carriera

### Esordi e basket universitario
Ha iniziato la carriera cestistica alla Zionsville Community High School, proseguendo poi per quattro stagioni alla DePauw University giocando da playmaker.
Dopo la laurea in Economia, nel 1999 decise di abbandonare il basket giocato, venendo assunto come responsabile marketing della Eli Lilly and Company di Indianapolis. Non rimase però lontano a lungo dal mondo del basket: spinto infatti dalla passione per il ruolo di allenatore, nell'estate del 2000 si propose alla Butler University come volontario nel supporto all'attività cestistica. Venne assunto, e nella stagione 2000-2001 ricoprì l'incarico amministrativo di coordinatore delle squadre di basket dell'ateneo.
Nel 2001 fu nominato assistente di Todd Lickliter e ricoprì l'incarico fino al 2007, anno in cui venne nominato capo allenatore dopo il trasferimento dello stesso Lickliter ad Iowa. In 6 stagioni alla guida dei Bulldogs ha collezionato 166 vittorie e 49 sconfitte, raggiungendo la finale per il titolo NCAA nel 2010 e nel 2011 (perdendo rispettivamente da Duke University e University of Connecticut).
Il 3 luglio 2013 è stato nominato allenatore dei Boston Celtics in NBA.

### NBA

#### 2013-14
Arriva su una delle panchine più prestigiose della lega al termine del lungo e controverso regno di Doc Rivers, in carica dal 2004, conquistatore di un anello e artefice di un'altra finale persa solo a gara 7 contro i Lakers di Kobe Bryant. Agli inizi e alla fine della sua parabola in biancoverde Rivers ha però ottenuto risultati meno brillanti, e a Stevens viene chiesto di aprire un nuovo ciclo. In quest'ottica vengono ceduti ai Brooklyn Nets i cosiddetti Big Three, i tre giocatori più talentuosi in rosa, Kevin Garnett, Paul Pierce e Jason Terry, in cambio di una serie di scelte e giocatori futuribili. Sarà inoltre assente per tutto l'anno l'ultima stella rimasta in rosa, il fortissimo playmaker Rajon Rondo, infortunatosi gravemente a metà dell'anno precedente.
Il primo anno di Stevens è mirato esclusivamente a crescere e si risolve con un disastroso ma prevedibile score di 25-57. Per la prima volta dal 2007, proprio quando erano stati formati i Big Three, i Celtics non si qualificano ai Play off. Da quel momento tuttavia, sino a tutto il 2021, non mancheranno più l'appuntamento con la Post Season.

#### 2014-15
Al secondo anno a Boston si comincia a vedere la mano del giovanissimo allenatore, in seguito spesso definito come una sorta di baby prodigio del coaching. I suoi principi si basano più sullo sviluppo del gioco di squadra che sullo sfruttamento delle potenzialità dei singoli, il lavoro assiduo soprattutto in difesa, le manovre ragionate e il cinico utilizzo dei dati per individuare i punti deboli delle squadre avversarie.
La squadra si fa più ambiziosa anche se si continuano a poggiare le basi del nuovo ciclo, Rondo infatti ristabilitosi da poco viene scambiato ai Dallas Mavericks in cambio di ulteriori giocatori e scelte future.
Nonostante uno score mediocre di 40-42, i Celtics si piazzano settimi nella Eastern Conference. C'è però da evidenziare la loro grande rincorsa primaverile: ad aprile Stevens viene nominato Coach del mese, a causa di 6 vittorie contro una sola sconfitta, 5 delle quali contro avversarie dirette per i playoff. Qualificatosi con questo balzo leonino, vengono però spazzati via (4-0) dai Cleveland Cavaliers di LeBron James.

#### 2015-18 e le due finali di conference contro Lebron James
Il 2015-16 è l'anno della definitiva affermazione per il giovane tecnico, che chiude con un bello score di 48-34, e il quinto posto in Eastern. Ai playoff però arriva un'altra eliminazione al primo turno, contro gli Atlanta Hawks per 4-2.
La regular season del 2016-17 è un trionfo: per la prima volta dal 2008, quando vinsero l'anello, con un score di 53-29, i Celtics sono i primi a Est. La compagine mostra affiatamento anche ai playoff, dove raggiunge la finale di Conference. Ad attenderli però ci sono i Cleveland Cavaliers, ancora capeggiati dal fenomenale Lebron. Per molti è una sfida tra un gioco di squadra solido e perfettamente organizzato, ovvero il basket dei Celtics, e una combinazione d'individualità fortissime manovrate da un giocatore eccezionale, ovvero "King" Lebron e i suoi "scudieri" Kyrie Irving e Kevin Love. I Cavaliers s'impongono per 4-1. Per la loro vittoria è decisiva la letale intesa tra James e Irving.
Poco dopo la vittoria del titolo dei Cavs, questi vengono forzati proprio da Irving a uno scambio decisivo per le sorti delle rispettive franchigie; egli cerca infatti di staccarsi da Lebron e assurgere a stella dominante di un roster. Isaiah Thomas, ottimo playmaker cresciuto moltissimo con Stevens, viene quindi mandato in Ohio, mentre approda in Massachusetts Irving.
L'idea di Stevens è di strutturare la squadra attorno all'intesa tra il nuovo acquisto e un altro innesto, il suo protegè, e uomo decisivo ai tempi universitari dei Butler Bulldogs, Gordon Hayward.
Il piano sembra andare a monte a causa di un terribile e scioccante infortunio di Hayward nella prima partita di Regular; in seguito anche Irving va incontro a un grave infortunio al ginocchio.
Qui però emerge tutta l'abilità di Stevens che senza i suoi due assi riesce a condurre la squadra prima a un eccellente 55-27 che vale il secondo posto a Est, quindi nuovamente alle finali di Conference. In finale ci sono ancora James e i suoi Cavaliers, privi pure di Kevin Love.
La serie prosegue sino a gara 7 e si contraddistingue per una successione di prestazioni superlative di Lebron James, considerate tali proprio per il valore riconosciuto con giudizio unanime all'organizzazione di gioco imbastita da Stevens. Nel corso dei 7 match infatti The Chosen One registra una media di 33.6 punti, 9 rimbalzi, e 8.4 assist, con un roster, eccetto lui e Love acciaccato, giudicato tra i più deboli dell'intera lega. Per Stevens però è un successo personale averlo costretto a tali cimenti.

#### Ancora nell'élite, semifinali 2018-19 e finali di conference 2019-20
Col trasferimento di Lebron James ai Lakers, i Celtics sono i candidati naturali a dominare la conference. Nonostante appaiano meno convincenti e performanti delle annate precedenti, in cui suscitarono tanto plauso e ammirazione, e gli infortuni che continuano ad attanagliare Hayward e Irving, mettono a segno un ottimo score stagionale di 49-33.
La squadra però a sorpresa crolla nelle semifinali dei playoff coi Milwaukee Bucks per 4-1, mettendo in luce le contraddizioni della stagione. Per Stevens è il primo vero, seppure parziale, intoppo nella sua folgorante carriera in NBA. Il fatto che sia comunque riuscito ad approdare a risultati che per altri sarebbero stati eccellenti dà la misura del credito e prestigio conquistati, ma anche delle aspettative a cui ormai deve rispondere.
Il 2019-20 è un anno di ripresa dal mezzo passo falso della stagione precedente. La Regular, interrotta a metà a causa dello scoppio della pandemia di COVID-19, viene conclusa assieme ai playoff nella Bolla di Orlando, ovvero le strutture Disneyland in cui i giocatori ancora coinvolti nelle ultime partite di regular e nella postseason sono dovuti rimanere per disputare i match, il più possibile distanziati fisicamente dal resto del mondo. I Celtics portano a casa un altro ottimo score, 48-24, e nei playoff si elevano tra le squadre più in forma.
Questi particolari playoff potrebbero aver premiato le squadre più rodate a giocare di squadra e a reggere la pressione, e infatti Boston arriva in finale di Conference contro i Miami Heat, un altro roster che antepone la forza della cooperazione al talento dei singoli e gestita da Erik Spoelstra. Nemmeno questa volta i Celtics riescono a superare lo scoglio e ad approdare alla finalissima, dove avrebbero nuovamente dovuto affrontare Lebron James. Vengono infatti sconfitti per 4-2 dagli Heat.

## Statistiche

### Allenatore
| Stagione | Squadra        | Regular season | Regular season | Regular season | Regular season | Regular season          | Post Season                                             |
| Stagione | Squadra        | V              | P              | % V            | G              | Posizione finale        | Post Season                                             |
| -------- | -------------- | -------------- | -------------- | -------------- | -------------- | ----------------------- | ------------------------------------------------------- |
| 2013-14  | Boston Celtics | 25             | 57             | 30,5           | 82             | 4º in Atlantic Division | Manca i play-off                                        |
| 2014-15  | Boston Celtics | 40             | 42             | 48,8           | 82             | 2º in Atlantic Division | Sconfitto al Primo Round dai Cavaliers (0-4)            |
| 2015-16  | Boston Celtics | 48             | 34             | 58,5           | 82             | 2º in Atlantic Division | Sconfitto al Primo Round dai Hawks (2-4)                |
| 2016-17  | Boston Celtics | 53             | 29             | 64,6           | 82             | 1º in Atlantic Division | Sconfitto alle Finali di Conference dai Cavaliers (1-4) |
| 2017-18  | Boston Celtics | 55             | 27             | 67,1           | 82             | 2º in Atlantic Division | Sconfitto alle Finali di Conference dai Cavaliers (3-4) |
| 2018-19  | Boston Celtics | 49             | 33             | 59,8           | 82             | 3º in Atlantic Division | Sconfitto alle Semifinali di Conference dai Bucks (1-4) |
| 2019-20  | Boston Celtics | 48             | 24             | 66,7           | 72             | 2º in Atlantic Division | Sconfitto alle Finali di Conference dai Heat (2-4)      |
| 2020-21  | Boston Celtics | 36             | 36             | 50,0           | 72             | 4º in Atlantic Division | Sconfitto al Primo Round dai Nets (1-4)                 |
|          | Carriera       | 354            | 282            | 55,7           | 636            |                         |                                                         |

## Palmarès

### Allenatore
- Allenatore all'All-Star Game: 1

2017

### General Manager
- Campionato NBA: 1

Boston Celtics: 2024
- NBA Executive of the Year: (2024)